# Jung Hyo-jung
Jung Hyo-Jung (født 26. januar 1984) er en sydkoreansk fægter.  Hun repræsenterede Sydkorea under Sommer-OL 2012 i London, hvor hun vandt sølv i kvindernes hold turnering i kårde. 